# كنف (قرية)
قرية كنف هي إحدى القرى المحتلة والمدمرة التابعة لمركز البطيحة التابع لمحافظة القنيطرة في هضبة الجولان بجنوب غرب سوريا.